# HD 218619
HD 218619 är en orange jätte i Bildhuggarens stjärnbild.
Stjärnan har visuell magnitud +5,87 och är svagt synlig för blotta ögat vid god seeing.